# Jeg vil hævne
Jeg vil hævne er en amerikansk stumfilm fra 1918 af Frank Lloyd.

## Medvirkende
- William Farnum
- Ann Forrest - Fay Larkin
- Mary Mersch - Jane Withersteen
- William Burress
- William Nigh - Shad